# Fernand Braudel
« Braudel » redirige ici. Pour les autres significations, voir Braudel (homonymie).
Fernand Paul Achille Braudel, né le 24 août 1902 à Luméville-en-Ornois (Meuse) et mort le 27 novembre 1985 à Cluses (Haute-Savoie), est un historien français.
Fermement convaincu de l'unicité profonde des sciences humaines, il est l'un des représentants les plus populaires de l'École des Annales et marque durablement les historiographies française et internationale par la définition de concepts « braudéliens » : l'étagement des temporalités, la longue durée, ou encore la civilisation matérielle sont des prismes à travers lesquels il observe le monde et dépasse très largement l'histoire traditionnelle en ouvrant sur des sciences telles que la géographie, l'économie, l'ethnologie, la sociologie, ou encore l'archéologie.

## Biographie

### Enfance, formation et influences
Fernand Braudel naît le 24 août 1902 à Luméville-en-Ornois (aujourd'hui associée à la commune de Gondrecourt-le-Château), à une quarantaine de kilomètres au sud de Bar-le-Duc, dans la Meuse, en Lorraine. S'il ne cache pas que son père, Charles-Hilaire Braudel, est instituteur et exerce en région parisienne, il tient longtemps son ascendant maternel dans l'ombre : ses grands-parents maternels sont d'anciens communards, à propos desquels il garde une certaine réserve.
Il passe son enfance chez sa grand-mère à Luméville-en-Ornois. De ce village d'avant la révolution industrielle, et de cette enfance à la campagne, il garde, jusqu'à la fin de sa vie, un souvenir ému, et s'estime toujours « de souche paysanne ».
En 1909, il rejoint son père pour suivre sa scolarité à Paris. Il est élève au lycée Voltaire de 1913 à 1920.
La Moselle et l'Alsace appartenant alors à l'Allemagne, c'est dans une ambiance nationaliste que grandit Fernand Braudel. Il a 12 ans en 1914, et c'est dans un patriotisme exalté qu'il passe les années de la Première Guerre mondiale (« Nous avions la France derrière nous, nous étions adossés à la France »).
Il fait de bonnes études au lycée Voltaire. Ses premières intentions sont de se destiner à la médecine, mais ses projets sont contrecarrés par son père. En 1920, il est en proie à l'incertitude concernant sa carrière. Il nourrit alors l'ambition de devenir professeur au lycée de Bar-le-Duc.
Il fait ses études supérieures à la Sorbonne. C'est là qu'il rencontre son maître, qu'il considère comme son « éveilleur à l'histoire », Henri Hauser, qui est son professeur. Il est reçu à l'agrégation en 1923, mais ne passe pas par un parcours « classique » de classe préparatoire littéraire (« khâgne » en argot scolaire). Son diplôme d'études supérieures (D.E.S.), rédigé en 1921-1922, porte sur Bar-le-Duc durant la Révolution française, dans lequel il tente déjà des explications de comportements, et une ouverture vers l'histoire générale, traits typiquement « braudéliens ». Son agrégation obtenue, il est nommé professeur au lycée de Constantine, en Algérie, en 1923.
Bien que son patron de diplôme d'études supérieures soit Alphonse Aulard, un des premiers marxistes français, et un des premiers introducteurs de Karl Marx en France, c'est davantage la science géographique française qui influence Fernand Braudel. Celle-ci est, dans les années 1920, la science de pointe, et ses chercheurs (Eduard Suess, Emmanuel de Margerie, et surtout Paul Vidal de La Blache) font alors des avancées capitales (Charles Lyell explique la longue durée des temps géologiques, Alfred Wegener, la dérive des continents).
Comme la science historique est bloquée dans le positivisme de Charles Seignobos et Charles-Victor Langlois, c'est la géographie, à l'avant-garde des sciences humaines, qui imprime une influence durable dans l'esprit de Braudel. La géographie est d'ailleurs à l'origine de ses trois œuvres majeures : La Méditerranée et le Monde méditerranéen à l'époque de Philippe II, Civilisation matérielle, économie et capitalisme, et L'Identité de la France.
Enfin, l'autre grande rencontre intellectuelle se produit en 1924 : il lit La Terre et l'Évolution humaine de Lucien Febvre (paru en 1922), le futur fondateur de la revue Annales d'histoire économique et sociale (à l'origine de l'École des Annales), qui joue dans sa vie un rôle considérable. Pour exprimer cette position originale, Braudel invente le terme de géohistoire.

### L'Algérie, le début de la thèse, le Brésil et Dubrovnik
Son arrivée en Algérie, au lycée de Constantine, scelle le lien affectif qu'il noue avec la Méditerranée. Il découvre Alger (qui est, à cette époque, la vitrine coloniale de la France), le désert et les paysages méditerranéens.
Il se révèle bon pédagogue, enseigne d'abord à Constantine, puis à Alger à partir de 1924. Son activité d'enseignant est interrompue par son service militaire, qu'il effectue en Allemagne d'avril 1925 à octobre 1926. Il travaille à Alger jusqu'en 1932, au grand lycée d'Alger d'abord, puis à la faculté, comme professeur auxiliaire. La mort de son père survient en 1927, et c'est à cette date qu'il recueille sa mère et qu'il se marie une première fois, le 27 octobre 1927, avec Paulette Valier.
L'année 1927 marque également son inscription en thèse. Cette dernière se veut très classique dans son sujet. Elle doit porter sur Philippe II et la politique espagnole en Méditerranée de 1559 à 1574. C'est une pure thèse d'histoire politique et diplomatique qu'il engage sous la direction de Georges Pagès.
En parallèle de son activité d'enseignant, il travaille donc dans les archives parisiennes, espagnoles (à Madrid et Simancas, en 1928), et génoises (dans lesquelles il découvre les comptes de l'ambassadeur d'Espagne), et commence à publier des comptes-rendus et des articles dans la Revue africaine (le premier, datant de 1928 est intitulé « Les Espagnols et l'Afrique du Nord de 1492 à 1577 »).
À partir de 1927, il engage également une relation épistolaire avec Lucien Febvre (auteur de Philippe II et la Franche-Comté), et c'est celui-ci qui lui conseille d'inverser, voire de renverser son sujet de thèse (La Méditerranée et Philippe II). Ce n'est que petit à petit que Fernand Braudel conçoit la Méditerranée comme un espace historique avec une temporalité propre.
Depuis son premier article, il publie beaucoup et devient un historien reconnu, spécialiste de l'Afrique du Nord et du XVIe siècle. S'il ne semble pas au courant de la création des Annales (revue fondée en 1929 par Marc Bloch et Lucien Febvre, à Strasbourg), il est associé au Congrès national des sciences historiques qui se tient en 1930 à Alger. Secrétaire adjoint, il est chargé de la préparation du congrès, au cours duquel il fait la rencontre, outre de Pierre Renouvin et d'Henri Berr, d'Henri Pirenne, le célèbre historien belge.
Ce dernier, qui peut être considéré comme l'autorité tutélaire des Annales, a acquis une renommée internationale avec son Mahomet et Charlemagne, dans lequel il ouvre des perspectives qui dépassent largement le strict cadre de l'histoire diplomatique telle qu'elle est alors enseignée. Les interactions entre l'économie, l'histoire politique et les civilisations, ainsi que la mise en évidence du changement de centre de gravité au sein de la Méditerranée, exercent une grande influence dans le développement intellectuel de Braudel, et dans celui de sa thèse.
Il est nommé professeur à Paris en 1932, et se met à exercer dans un climat universitaire unanimement hostile à cette « nouvelle histoire » incarnée par les Annales. Il enseigne tour à tour aux lycées Pasteur à Neuilly-sur-Seine, puis Condorcet et Henri-IV à Paris. 
À l'été 1933, après son divorce d'avec Paulette Valier il se marie avec Paule Pradel, à Tiaret (précédemment Tihert). 
Continuant de travailler dans les archives, italiennes notamment, il apprend en 1934 qu'il est désigné pour aller enseigner au Brésil, à la faculté de São Paulo. L'objectif de la diplomatie française est alors d'aider le Brésil à se doter d'une faculté de lettres, sciences et philosophie. C'est donc tout un groupe de jeunes professeurs, parmi lesquels Claude Lévi-Strauss, Jean Maugüé, Pierre Monbeig, qui partent avec Braudel pour l'autre côté de l'Atlantique.
Ce voyage est, pour Braudel, une libération. Aux questionnements sur l'orientation de sa thèse, il lui permet également de prendre de la distance avec les rivalités universitaires parisiennes. Il se rend au Brésil juste après la naissance de sa fille (mars 1935) et y reste jusqu'en 1937 (hormis pendant les périodes de vacances d'été, décalées dans l'hémisphère Sud, où il rentre en Europe et en Algérie, pour travailler dans les archives).
Le Brésil lui offre l'occasion de voir la Méditerranée de loin, mais également de considérer les côtes atlantiques comme une de ses extensions. C'est durant son séjour qu'il prend conscience de la nécessité d'intégrer l'économie dans son horizon d'historien. Ce séjour fait malheureusement naître des rivalités entre les professeurs français, mais il réussit à former ses étudiants aux méthodes de la Revue des Annales et en devient un porte-parole. C'est enfin au Brésil qu'il change son sujet de thèse et le recentre définitivement sur la Méditerranée.

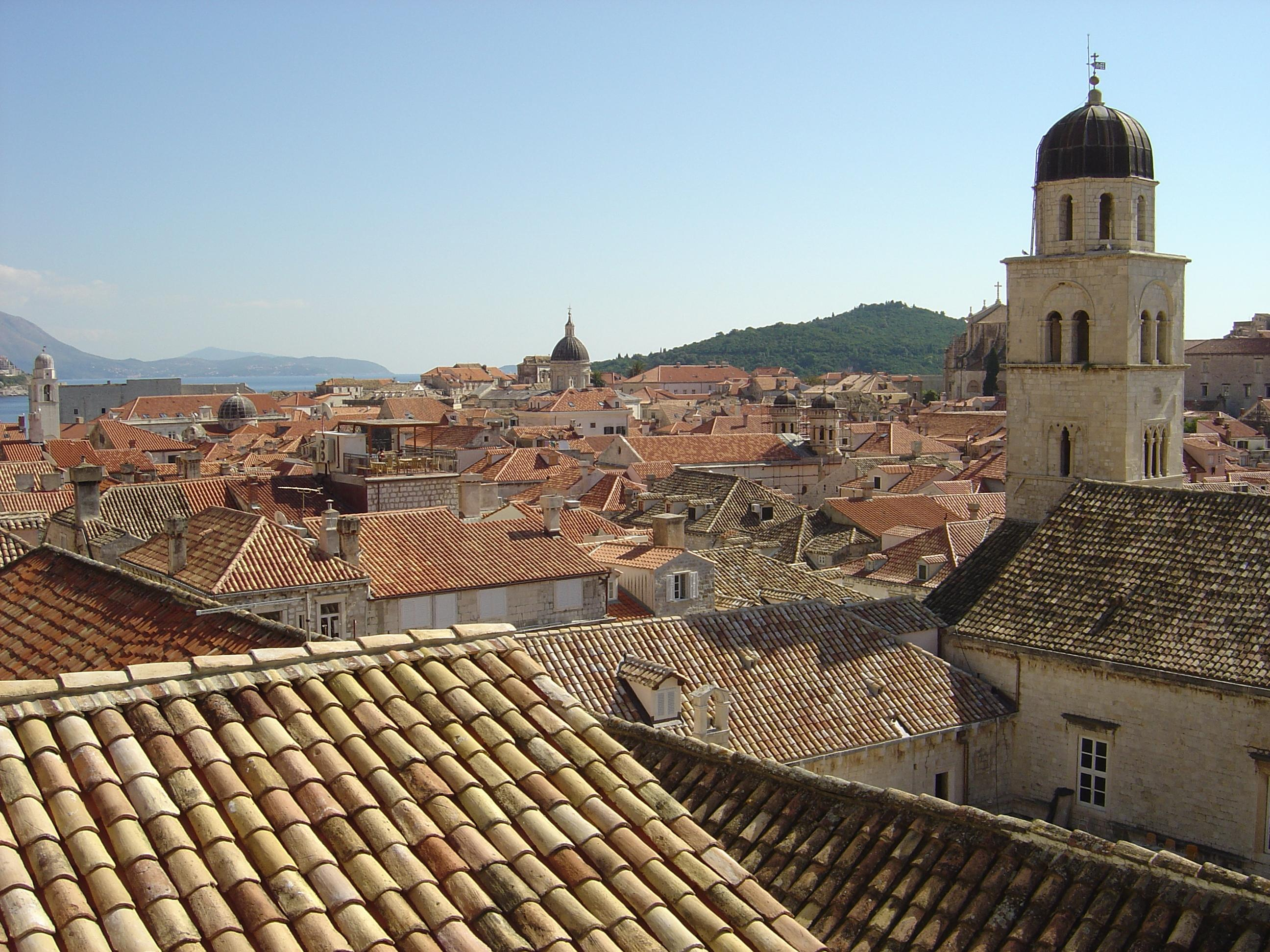
Dubrovnik (ancienne Raguse).

Au cours de l'hiver 1936-1937, il se rend aux archives de Dubrovnik (anciennement Raguse). C'est à leur contact qu'il peut « palper » la Méditerranée. Les archives conservent des documents relatifs à la construction des navires, aux mouvements du port, aux assurances, aux voyages commerciaux. Il peut voir, grâce à elles, le fonctionnement d'une cité-État située aux débouchés des civilisations slave et balkanique. Grâce à ces archives, Braudel peut s'offrir une vision entière de la Méditerranée, qui devient alors son véritable sujet d'histoire, son personnage historique.
Il présente sa candidature pour entrer à la IVe section de l'École pratique des hautes études en 1937, et y est élu. C'est sur le bateau qui le ramène du Brésil qu'il rencontre pour la première fois personnellement Lucien Febvre, de retour d'une série de conférences en Argentine. Cette rencontre est capitale pour les deux hommes, déterminante. Une relation père-fils s'instaure entre les deux et Braudel rejoint officiellement le groupe de chercheurs constituant ce qu'on appelle désormais l'École des Annales ou simplement « les Annales », du nom de cette fameuse revue, dans laquelle il publie de nombreux articles.
Si tous ces chercheurs, réunis par Marc Bloch et Lucien Febvre, sont d'accord sur le fait qu'il est nécessaire de joindre l'histoire aux autres sciences humaines, c'est également un groupe à la sensibilité politique très développée. C'est là la divergence avec Braudel qui, lui, n'a jamais fait un commentaire personnel sur l'actualité politique (il n'a jamais fait allusion à la guerre d'Espagne, ni au Front populaire, ni à la montée du fascisme et du nazisme). L'unique fois où Braudel exprime ses sentiments personnels, c'est lorsqu'il manifeste sa réprobation à la suite de la signature des accords de Munich.
Avancé dans sa thèse et ayant réuni une documentation considérable, il est cependant mobilisé à l'été 1938 (à la suite de la crise des Sudètes), et c'est la Seconde Guerre mondiale et la captivité qui lui permettent d'accoucher intellectuellement et de structurer le concept « braudélien ».

### La guerre, la captivité, la libération et la soutenance de thèse

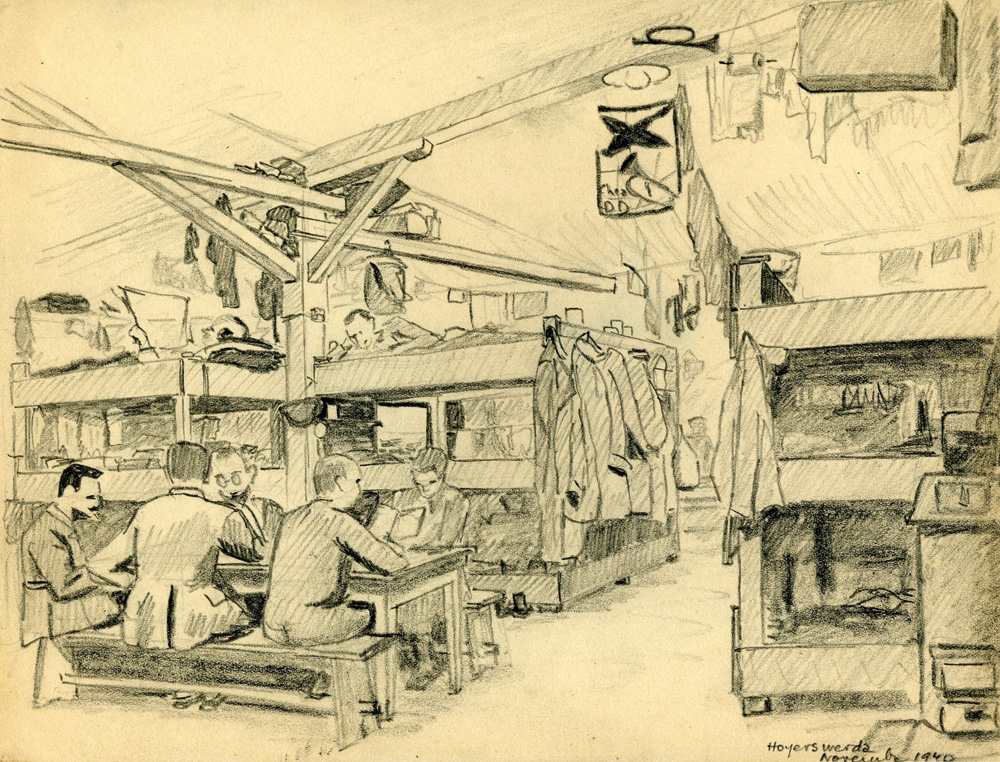
Oflag IV-D d'Elsterhorst. Braudel était dans le XII-B de Mayence.

Mobilisé, il est lieutenant d'artillerie, affecté sur la ligne Maginot, entre Wissembourg et Haguenau. Les évènements s'enchaînent (drôle de guerre, percée allemande, invasion et effondrement français), mais il n'a jamais l'occasion de prendre part aux combats. Il est fait prisonnier 7 jours après l'armistice, le 29 juin 1940.
Il commence son long séjour en captivité à l'Oflag XIIB de Mayence, au sein duquel de nombreux prisonniers français, subjugués par la victoire allemande, s'accommodent vite du maréchal Philippe Pétain. Peut-être pour résister à l'abattement, ou peut-être par tempérament personnel, il s'improvise recteur et donne des conférences à ses camarades, engage, tant bien que mal, une correspondance nourrie avec Lucien Febvre (resté en France), et se remet au travail sur sa thèse. Encore une fois, sa correspondance ne trahit aucune sorte de commentaire sur les événements (« les soubresauts du temps court »), si bien qu'il est, comme toujours, difficile de se prononcer sur ses sentiments profonds durant sa période de captivité. Pierre Daix avance pourtant, dans la biographie qu'il lui a consacrée, qu'il était un gaulliste convaincu, correspondant, de manière codée, avec Lucien Febvre, lui-même en liaison avec des organisations de résistance.
Quoi qu'il en soit, il travaille sérieusement à la rédaction de sa thèse, dont il multiplie les versions. Le chercheur effectue le travail de mémoire, loin de ses fiches, restées à Paris, et loin de toute bibliothèque de recherche. Il a tout de même accès, en tant que recteur improvisé de l'université de prisonniers qu'il a constituée, par l'intermédiaire de ses gardiens - qui le surnomment Magnifizenz - à des ouvrages de recherche en langue allemande, comme ceux de Max Weber, Werner Sombart, Georg von Below… L'ampleur du travail réalisé est à porter en grande partie au crédit de sa prodigieuse mémoire.
Le véritable « bond » conceptuel ne vient qu'un peu plus tard. Dans une lettre à Lucien Febvre datée du 21 octobre 1941 il expose, pour la première fois, son plan pour sa « Méditerranée ».
Il divise les temporalités et traite en premier lieu une histoire « longue à s'écouler », « quasi immobile », celle des grands ensembles géographiques, des climats, des courants marins.
Au-dessus de celle-ci, il retrace l'histoire moyenne des conjonctures ; celle des fluctuations plus rapides, des marchés, des courbes de prix, des inflations et récessions, des mouvements humains.
Enfin, au dernier étage de cette « fusée conceptuelle », il expose « l'écume » ; l'histoire pleine de tourbillons des événements, celle des batailles, des traités…
Cette conception des temporalités étagées lui serait venue de son expérience directe de prisonnier. Il aimait soulager ses camarades, exposés à la propagande nazie évoquant les victoires de l'armée allemande, en leur rappelant que les nouvelles reçues n'étaient « que des événements », et que ce qui comptait alors, dans ces années de guerre, c'étaient les temporalités longues, les structures lentes à se mettre en place. On peut donc dire que l'actualité « brûlante » l'a déconnecté définitivement de l'histoire événementielle[réf. nécessaire].
Parmi ses camarades de captivité, le médecin Salomon Gluck, résistant et déporté.
Braudel est transféré en juin 1942 au camp disciplinaire de Lübeck (Oflag X-C), où ses conditions physiques et matérielles se dégradent. Sans doute trop « gaulliste », il est dans le camp des « politiques », ceux qui sont mis à l'écart à cause de leurs opinions politiques interdites par le IIIe Reich. Loin de se décourager, c'est dans ce camp qu'il termine la rédaction de la Méditerranée, tout en continuant sa correspondance avec Lucien Febvre, qui essaye de garantir la position de Braudel, ainsi que l'intégralité de ses fiches et de ses ouvrages à Paris[réf. nécessaire].
C'est le même Lucien Febvre qui lui dédie, alors qu'il est encore en captivité, Le problème de l'incroyance au XVIe siècle ; la religion de Rabelais. Ce dernier s'efforce également, de Paris, de garder vivant l'esprit des Annales malgré la mort héroïque de Marc Bloch sous les balles de la Milice, le 16 juin 1944.
Le camp de Lübeck est libéré au début de mai 1945, Fernand Braudel est à Paris le 26. Accueilli par Febvre, il est hébergé chez lui, et c'est là qu'il porte les touches finales à sa thèse, fait les ultimes vérifications après avoir repris possession de ses fiches et de ses ouvrages. Il la dépose, cette fois pour de bon, à l'impression en mai 1946.
Reprenant son travail comme avant-guerre, il assure des séminaires à la IVe section de l'École pratique des Hautes Études et présente sa candidature pour entrer à la Sorbonne en 1946. Il se heurte toutefois à Pierre Renouvin qui, très attaché à l'histoire « traditionnelle », celle des événements, écarte donc Braudel d'une chaire à la Sorbonne.
Cela ne l'empêche pas de soutenir sa thèse, « La Méditerranée et le Monde méditerranéen à l'époque de Philippe II », le 1er mars 1947. Le jury, présidé par Roger Dion, réunit aussi Émile Coornaert, Lucien Febvre, Marcel Bataillon, Ernest Labrousse et Gaston Zeller. À l'exception de ce dernier (encore attaché à l'histoire événementielle), le jury est unanime, sa soutenance est un triomphe[réf. nécessaire].

### LaMéditerranée […]et laVIesection de l'École pratique des hautes études

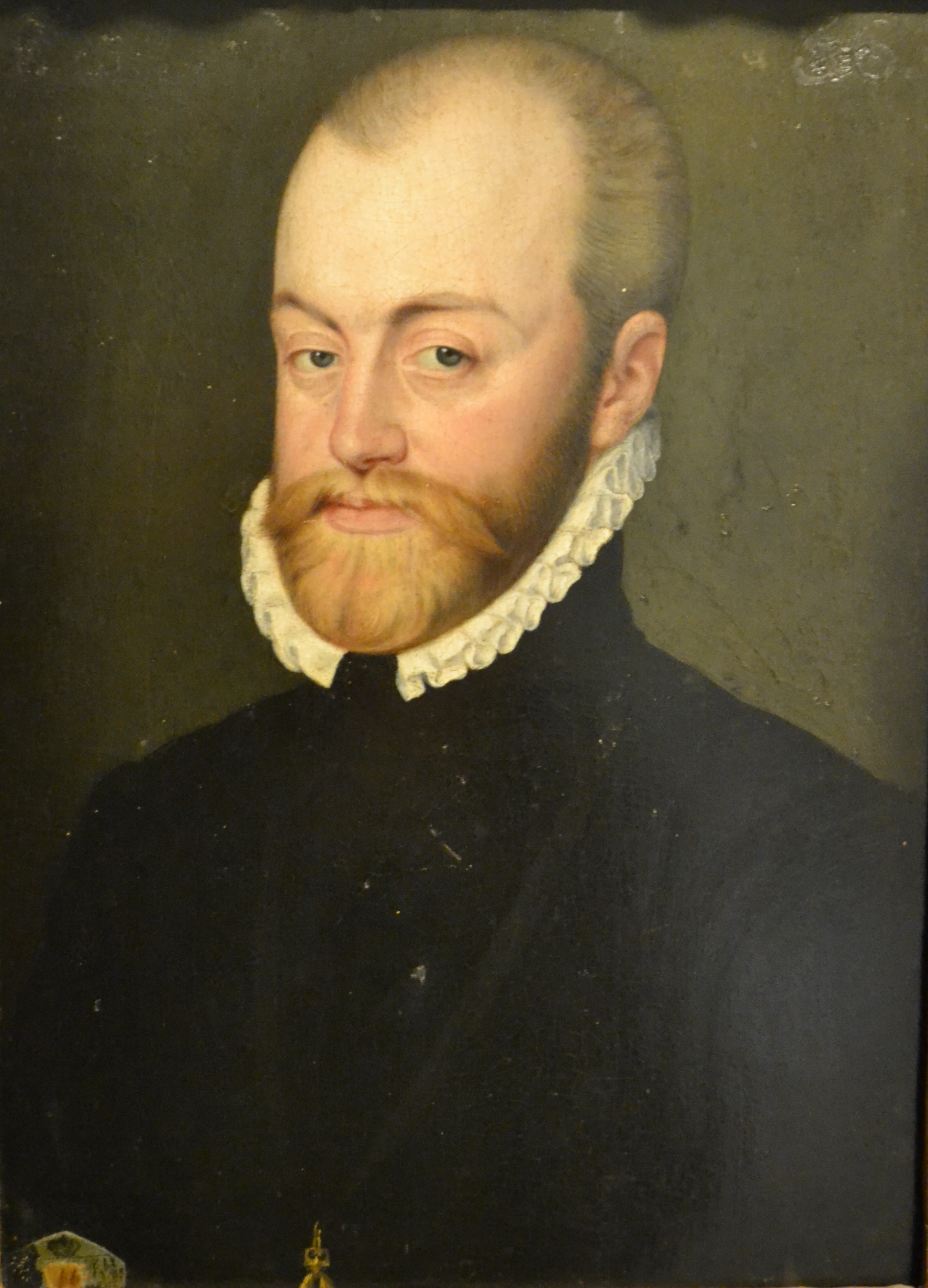
Philippe II, roi d'Espagne.

Après sa très longue gestation, le livre La Méditerranée et le Monde méditerranéen à l'époque de Philippe II est édité en 1949. Si une seconde édition, en 1966, apporte quelques modifications, l'essentiel de l'architecture de cet ouvrage majeur est conservé. Ses divisions internes sont intitulées :
1. La part du milieu. Davantage qu'un cadre géographique, c'est une étude sur les montagnes, les péninsules, les mers, les confins… Dans ce chapitre, il traite des différences entre transhumance et nomadisme, aborde, pour la première fois, la question de l'évolution du climat (problématique révolutionnaire à l'époque, qui est reprise par Emmanuel Le Roy Ladurie en 1961, dans son ouvrage Histoire du climat depuis l'an mil), étudie la question du réseau des routes et des villes. Se plaçant dans la longue durée, il peut se permettre des raccourcis, des bonds chronologiques qu'il explicite dans son célèbre article de 1958[24].
2. Destins collectifs et mouvements d'ensemble. Cette partie est orientée vers l'économie. Il traite des métaux précieux, du commerce, des fluctuations monétaires, du prix des épices…, mais il ne néglige pas non plus les empires, les sociétés, les civilisations, les différentes conjonctures. Là encore, les travaux ultérieurs (comme « la grammaire des civilisations ») sont déjà perceptibles dans cette partie.
3. Les événements, la politique et les hommes. Il y étudie les événements, leurs relations, leurs influences ; de l'abdication de Charles Quint à la bataille de Lépante en passant par la formation de la Sainte Ligue et les défilés des Janissaires à Constantinople. Cette partie pourrait passer pour plus traditionnelle, mais elle est toutefois à prendre en liaison avec les deux précédentes.

La Méditerranée […] est donc un monument épistémologique et historiographique, le travail le plus représentatif de ce courant de pensée qu'est l'École des Annales, l'ouvrage historique peut-être le plus marquant du XXe siècle. Toutefois, quand on l'examine a posteriori, il n'est pas exempt de quelques reproches.
Lawrence Stone a notamment rejeté les théories géographiques de Fernand Braudel, les jugeant trop simplistes. L'historien Bernard Baylin a notamment objecté que la fameuse division des temporalités en étages successifs manquait de communication, de passerelles entre ces étages. L'enjeu est bien de parvenir à expliquer les interactions entre ces « strates » successives et Braudel a peut-être donné l'impression de trop cloisonner ses temporalités. Un exemple est fréquemment donné : les interactions entre le petit âge glaciaire (climat, longue durée), les mauvaises récoltes qui en découlent (économie, temporalité moyenne), elles-mêmes étant un des facteurs de déclenchement de la Révolution française (temps court, événement). Sur la base de cet exemple, L. Stone et B. Baylin ont donc reproché à Braudel sa trop rigide stratification et le faible nombre d'interactions proposées dans La Méditerranée […].

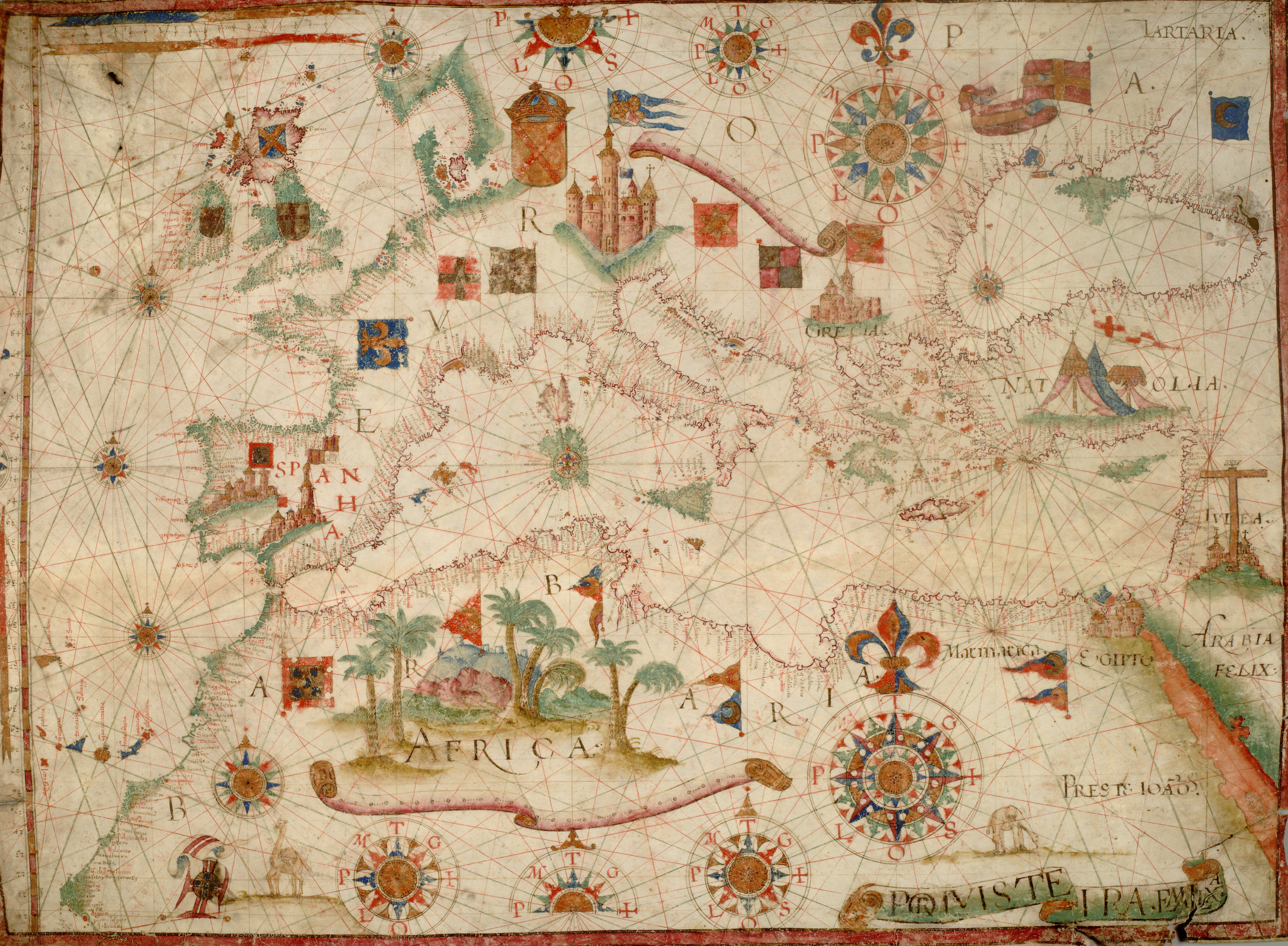
Portulan portugais du XVIe siècle.

La période de sa vie qui s'ouvre dans cet immédiat après-guerre, à la suite de sa soutenance, est une période faste. Il est associé, en 1947-1948, aux côtés de Lucien Febvre et de Charles Morazé à la création de la VIe section de l'École pratique des hautes études (EPHE). Cette nouvelle section (dont le sous-titre est : Économie, sociétés, civilisations) est ouverte à toutes les sciences humaines, et ne favorise aucunement les seuls historiens. Elle a pu être fondée par Charles Morazé, en partie grâce au mécénat de la fondation Rockefeller, et est présidée par Lucien Febvre. Fernand Braudel, quant à lui, en devient le secrétaire (il devient également un des directeurs de la Revue des Annales). Accueillant les « francs tireurs », cette VIe section devient une des seules grandes institutions de recherche et d'enseignement en sciences humaines en France dans les années 1950 et 1960.
Fernand Braudel devient également à cette époque le président du jury de l'agrégation d'histoire. Ce poste, qu'il occupe jusqu'en 1955, comporte beaucoup d'enjeux ; il est, en effet, au contact des futurs chercheurs et devient, pour les étudiants, un guide intellectuel. Ce poste lui permet de repérer et d'orienter les futurs chercheurs vers la VIᵉ section de l'EPHE nouvellement créée (Jacques Le Goff, par exemple, suit ce parcours).
Enfin, dernière consécration, il est élu le 27 novembre 1949 à la chaire de civilisation moderne du Collège de France, contre André Leroi-Gourhan et Claude Lévi-Strauss. Il peut alors aborder les décennies suivantes en chef d'orchestre d'un groupe de chercheurs partageant et développant de concepts pour certains déjà en germe dans La Méditerranée […]

### La longue durée, les civilisations, le structuralisme et Mai 68

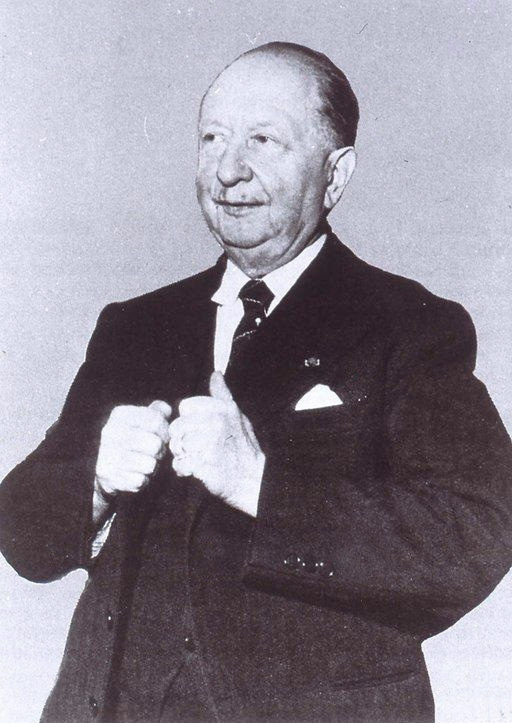
Lucien Febvre meurt en 1956.

Il aborde les années 1950 et 1960 davantage en coordinateur qu'en chercheur. Il écrit à cette époque dans la revue de l'économiste André Marchal.
Il joue un rôle de coordinateur, car les sciences de l'homme sont, après guerre, tiraillées entre conservatisme et communisme. Il se situe, avec les Annales, au milieu de ces courants intellectuels.
Pour les communistes, les Annales sont considérées comme sociales-démocrates (ce qui équivalait alors à une insulte). Ils reprochent à Braudel sa vision de l'Histoire trop permanente ; tandis que les conservateurs le considèrent comme marxiste (ce qui n'est, d'un certain point de vue, pas faux, dans le sens où Marx fait partie de son bagage intellectuel, et qu'il y a dans certains cas recours, en particulier pour aborder une partie des problèmes de longue durée nécessitant une union des différentes sciences humaines). Ces années sont placées sous une certaine tension (à mettre en parallèle avec la Guerre froide), et Braudel effectue un voyage « diplomatique » aux États-Unis en 1955 afin de s'assurer de la continuité des subventions de la fondation Rockefeller. Toujours attaché au regroupement des disciplines, il recrute à la VIe section de l'EPHE Clemens Heller, qui devient bientôt son second.
Lucien Febvre meurt le 26 septembre 1956 et laisse Braudel seul aux manettes des Annales, et à la direction de la VIe section de l'EPHE. Bien qu'évincé de la présidence du jury d'agrégation, il s'efforce de lancer toute une génération de chercheurs qui assureront la continuité des Annales. Il s'agit de Jean-Pierre Vernant, Emmanuel Le Roy Ladurie, Georges Duby, Jacques Le Goff, Robert Philippe, François Furet. Mais il voit également plus loin que l'Histoire et intègre également à la VIe section Roland Barthes et Jacques Lacan, entre autres.
Il expose sa stratégie d'unification des sciences humaines dans son célèbre article de 1958 : Histoire et sciences sociales : la longue durée qu'il écrit à vif en réaction à la publication du livre de Claude Lévi-Strauss Anthropologie structurale. Il y refuse le temps bref des évènements qu'il considère comme divisant les sciences humaines, et rend, au passage, hommage à Karl Marx (qui a, selon lui, été le premier à créer un modèle scientifique unificateur à partir d'une longue durée historique, p. 739-741). Cet article est donc un manifeste pour l'unification de ces différentes sciences, qui passe par des thèmes fédérateurs ; la longue durée est alors, selon lui, un concept permettant la convergence désirée (p. 753).
C'est aussi à propos du programme des terminales, en refonte dans les années 1950, que Braudel rédige en collaboration avec Suzanne Baille et son disciple médiéviste et historien des techniques Robert Philippe un manuel à leur destination publié en 1963, dans lequel il traite des civilisations ("Le monde actuel - Histoire et Civilisations" ; réédité sous le titre de « grammaire des civilisations »). Dans la France de la décolonisation, il donne, grâce à son concept de « civilisation », une réflexion sur le Maghreb, mais aussi sur l'Amérique, l'Inde, l'Afrique…
Le concept braudélien de civilisation se définit assez précisément et de la manière suivante : c'est d'abord un espace, une aire culturelle à laquelle sont rattachés des biens (matériels ou non) ayant une cohérence entre eux. Si, en plus de cela, une permanence s'observe dans le temps, alors Braudel définit une civilisation (Braudel, 1993, p. 292). Cette vision est très proche de celle des archéologues actuels (qui définissent des « cultures » évoluant dans l'espace et dans le temps, à travers des outils comme les tableaux typo-chronologiques). Ce travail est cependant resté à l'écart et n'a pas été intégré par l'éducation nationale.
Il devient, en 1963, administrateur de la Maison des sciences de l'homme (fondée en grande partie grâce au travail de Gaston Berger). C'est une entreprise globalisante dans laquelle il fait venir des chercheurs de toute l'Europe, voire au-delà (Eric Hobsbawn ou Immanuel Wallerstein, entre autres sont passés par cette maison). Elle lui permet une accumulation de travaux et de prises de contacts qui l'aident à travailler efficacement sur Civilisation matérielle, économie et capitalisme.
Désormais pourvu d'un rayonnement international (il est, par exemple, le premier universitaire non-communiste à effectuer un voyage en URSS et dans les pays du pacte de Varsovie, en 1958), il assiste à l'effervescence structuraliste des années 1960. Bien que nourris à l'école des Annales, les structuralistes (parmi lesquels Jacques Derrida, Claude Lévi-Strauss, Roland Barthes ou Louis Althusser) se démarquent peu à peu de l'influence braudélienne. Paul Ricœur, par exemple, reproche à Braudel d'obéir encore trop, dans la Méditerranée…, aux règles du récit (Ricœur 1991).
De tous les structuralistes, cherchant où se situe la liberté de l'Homme par rapport aux structures, celui qui prend le plus de distances avec Braudel est Michel Foucault. Dans ses deux ouvrages Les mots et les choses (1966) et Archéologie du savoir (1969), il attaque les longues périodes de Braudel. Elles ne présentent, selon lui, pas assez de mouvements, pas assez de révolutions. Michel Foucault veut, à l'inverse de la démarche de Braudel, insister sur les ruptures, les cassures. Il a eu, de fait, une très grande influence parmi les étudiants de la Sorbonne, et les problématiques de Braudel sont ainsi de moins en moins pratiquées dans les sciences humaines.
Ce courant structuraliste a également des influences jusque chez les historiens. Progressivement, deux courants émergent. L'un d'entre eux va vers une histoire des mentalités (incarné par Jacques Le Goff et Georges Duby), tandis que l'autre, par réaction, tend à un retour vers l'individu en Histoire. Ces deux courants sont donc très différents des perspectives de Braudel, qui travaille, à cette époque, sur les structures économiques.
L'autre cassure de cette fin des années 1960 est la secousse de Mai 68. Bien que Braudel ait perçu le blocage institutionnel de l'université, il est profondément « chahuté » par les évènements, et malgré le fait que le mouvement soit parti de la Sorbonne, la VIe section de l'EPHE n'est pas épargnée par le mouvement de contestation. Percevant enfin qu'il entre en contradiction avec la nouvelle génération d'historiens qui s'orientent vers des problèmes plus restreints, moins globalisants, il se détache en 1969 de la revue les Annales dont il laisse les commandes (tout en restant au comité de direction) à un directoire composé d'André Burguière, Emmanuel Le Roy Ladurie, Jacques Le Goff, Marc Ferro et Jacques Revel.
Ce détachement de l'actualité lui permet de se concentrer sur Civilisation matérielle, économie et capitalisme. Déjà avant sa retraite (en 1972), et bien qu'il bénéficie d'une grande réputation internationale, son influence sur l'historiographie diminue.

### Civilisation matérielle, économie et capitalisme –XVeetXVIIIesiècles

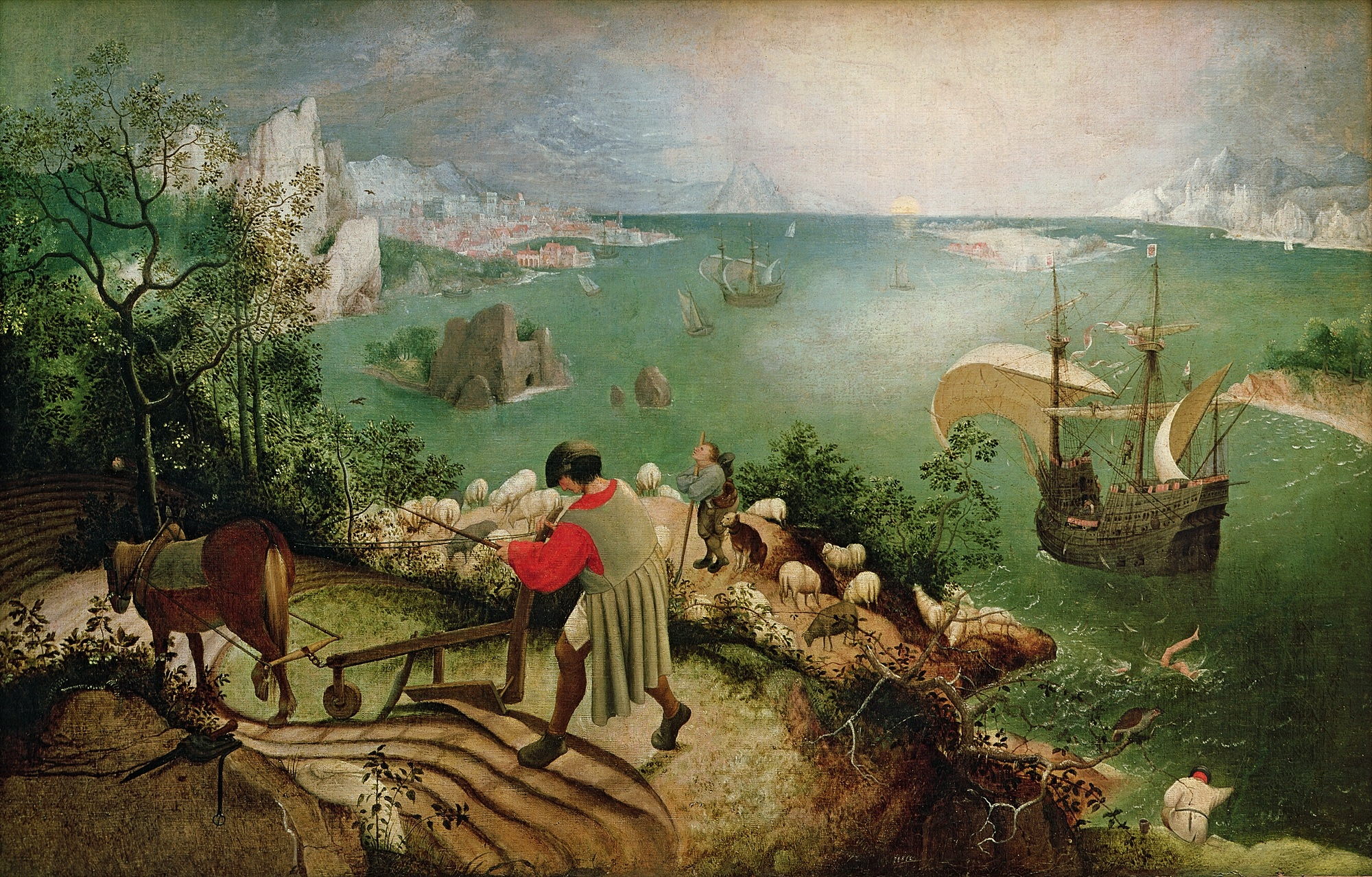
Le tableau de Brueghel sert de couverture au premier tome de Civilisation matérielle….

Lucien Febvre avait demandé à Fernand Braudel de s'atteler à une histoire matérielle de l'Occident en 1952. Le travail prend une ampleur insoupçonnée, et il fait paraître le premier volume en 1967, mais il faut attendre 1979 pour que l'édition définitive de Civilisation matérielle, économie et capitalisme – XVe et XVIIIe siècles paraisse enfin. Cette œuvre constitue le second travail de grande ampleur de Braudel, avec la Méditerranée… (avec qui il partage sa très longue gestation).
Il fait jouer à plein son concept de longue durée et traite du monde dans son ensemble pour donner finalement une image de la dynamique du capitalisme. L'œuvre est divisée en trois volumes, trois étages à travers lesquels il perçoit la vie matérielle d'une part, l'économie ensuite et le capitalisme dans son ensemble, enfin.
1 - Les structures du quotidien : Ce premier volume analyse la civilisation matérielle, à l'échelle mondiale, de façon systématique. Après une analyse sur le nombre d'hommes et son évolution, il traite de la nourriture, l'essentiel d'abord le superflu ensuite. Suivent des chapitres sur l'habillement, le logement, les énergies. Il brosse le tableau d'une économie « au ras du sol », au-dessous du marché (tout ce qui ne rentre pas dans le marché, un soubassement de l'économie).
Ce volume est comme un vaste « inventaire » matériel du monde avant le bouleversement qu'a été la révolution industrielle. La longue durée permet d'observer que cette civilisation matérielle, bien que connaissant de nombreuses évolutions obéit grosso modo aux mêmes lois depuis le Néolithique.
2 - Les jeux de l'échange : En étudiant les règles communes des échanges et en cherchant l'ensemble de ces jeux (du troc le plus simple au capitalisme le plus sophistiqué), Braudel, non seulement a une vision de l'interpénétration de ses étagements, mais a aussi une vision du capitalisme naissant. Dans sa proposition de lecture globale du monde, il voit le capitalisme se couler dans des inégalités déjà existantes et nous propose également une grammaire décryptant ces échanges.
Voyant le marché comme un état de nature, situé entre la production et la consommation, il voit une vraie complémentarité entre économie de marché et capitalisme. Il affirme qu'il est…

« pleinement d'accord avec Galbraith et avec Lénine, à cette différence près cependant que la distinction sectorielle entre ce que j'appelle, moi « économie » (ou économie de marché) et « capitalisme » ne me paraît pas un trait nouveau, mais une constante de l'Europe, dès le Moyen Âge. À cette autre différence près aussi qu'il faut ajouter au modèle préindustriel un troisième secteur – le rez-de-chaussée de la non-économie, sorte de terreau où le marché pousse ses racines, mais sans le saisir dans sa masse. Ce rez-de-chaussée reste énorme. Au-dessus de lui, la zone par excellence de l'économie de marché multiplie les liaisons à l'horizontale entre les divers marchés ; un certain automatisme y lie d'ordinaire offre, demande et prix. Enfin à côté, ou mieux au-dessus de cette nappe, la zone du contre-marché est le règne de la débrouille et du droit du plus fort. C'est là que se situe par excellence le domaine du capitaliste – hier comme aujourd'hui, avant comme après la Révolution industrielle. »

— Braudel, Civilisation matérielle…, 1979, p. 197
Contrairement aux marxistes, il ne voit pas la lutte des classes comme le cadre du mouvement social, mais comme une de ses parties intégrantes.
3 - Le temps du monde : Ce dernier volume est pour lui l'occasion d'avancer que le développement du capitalisme n'est pas possible sans l'action d'un marché mondial (c'est Braudel qui introduit la notion d'« économie-monde », où l'économie est un monde en soi). Ce développement se fait suivant des pôles (où le capitalisme est très développé dans un « centre », comme une ville-état, qui influence les régions voisines, mais en laissant de côté d'énormes marges extérieures). Ces pôles ont été, suivant la chronologie, Venise, puis Anvers, Gênes et Amsterdam ; Enfin Londres et New York … Cela permet à Braudel de replacer ses observations dans l'espace, mais également dans le temps (avec le passage des villes-Etats aux marchés nationaux).
Civilisation matérielle… est donc une révolution de perspective, un apport majeur à la compréhension du capitalisme (comme avaient été en leur temps les travaux d'Adam Smith et Karl Marx), qui connut un grand succès en librairie, en France, mais également aux États-Unis (l'ouvrage a été traduit en de nombreuses versions).

### Les derniers travaux

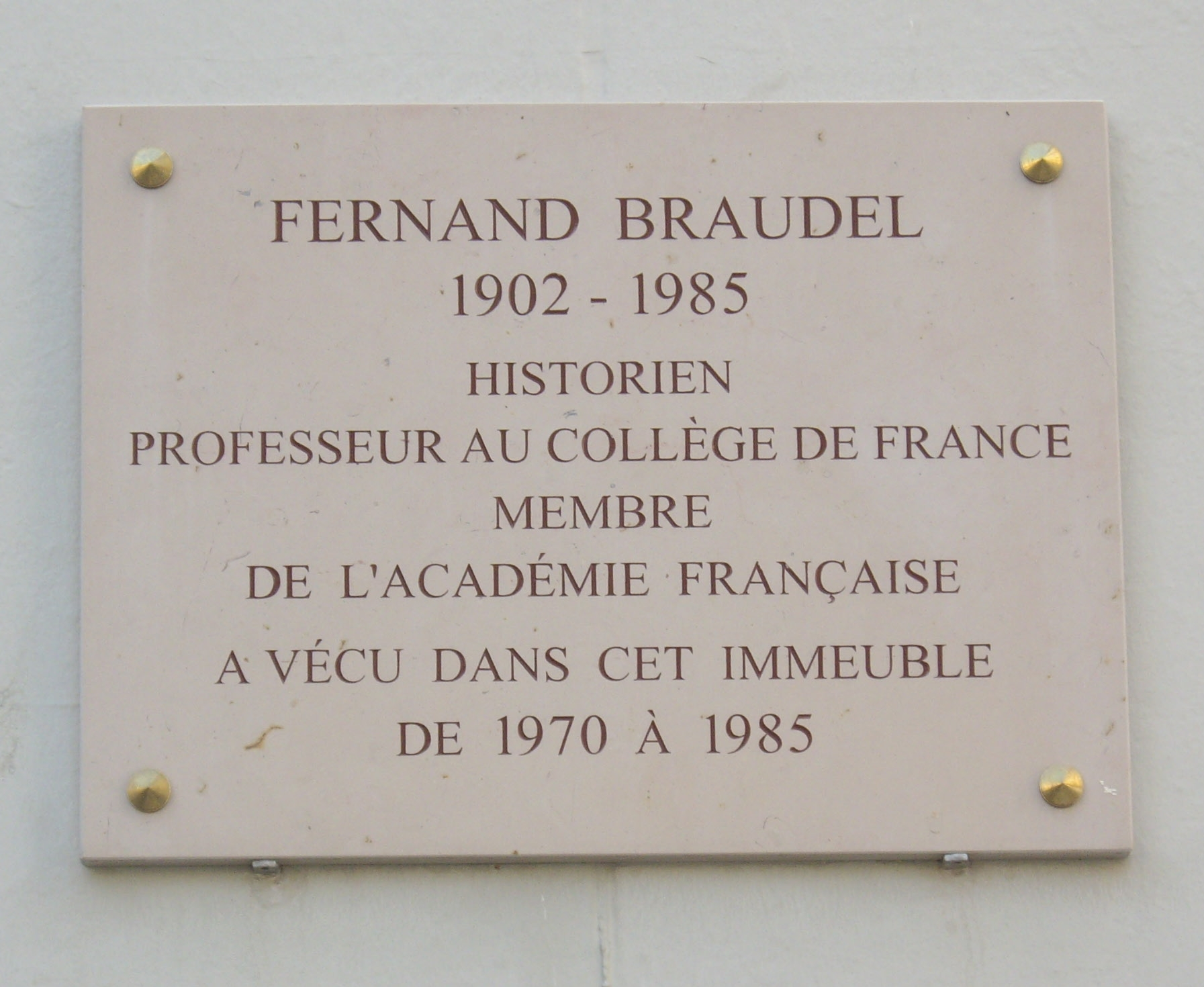
Plaque commémorative sur le dernier domicile parisien de Fernand Braudel au 59, rue Brillat-Savarin.

La fin de sa vie est particulièrement féconde ; il rédige une série d’articles méthodologiques qu’il publie en 1969 dans Écrits sur l'Histoire. Il publie également Le modèle italien, publié en 1974 en italien dans la Storia d'Italia, et de manière autonome et en français en 1989. Dans cet ouvrage, Braudel réfléchit aux relations entre économie et culture, en essayant de ne pas expliquer la seconde par la première. Il s’attache à refuser les problématiques du déclin et de la décadence, encore si incrustées dans l’historiographie de l’Italie moderne en tâchant d'expliquer qu’il n’y a pas de simultanéité, de corrélation immédiate entre la puissance économique (et encore moins politique et militaire) d’un pays et son rayonnement artistique et intellectuel. Il fait également publier une Méditerranée pour le grand public (le premier tome en 1977, le second en 1978), issu d'un documentaire télévisuel réalisé pour la RAI et pour France 3. Paraissent ensuite un album sur l'Europe (1982), La Civilisation, l'histoire et l'aliment, en 1983, et un autre album sur Venise (1984).
Toutefois, son dernier travail de grande ampleur est consacré à une histoire de France dont il ne peut, malheureusement, mener à terme que le premier tome : L'identité de la France, publié un an après sa mort, en 1986. Commencée en 1981, cette histoire se veut globale, et la longue durée y est constamment sollicitée. Il ne cesse de mêler l'histoire la plus évènementielle à la structure la plus enfouie. Sur chaque point précis, il isole, met en évidence la spécificité du problème à résoudre avant de le traiter dans sa globalité, comme pour les distances dans l'extrait cité ci-dessous.

« Jusqu'ici, j'ai considéré l'espace comme un invariant. Or il varie évidemment, la véritable mesure de la distance étant la vitesse des déplacements des hommes. Hier, leur lenteur était telle que l'espace emprisonnait, isolait. La France « hexagonale », unité de très médiocre grandeur à l'échelle actuelle, était encore un espace immense, qui n'en finissait pas de dérouler ses routes et ses obstacles. […] Alors ne nous étonnons pas si la guerre dite de Cent Ans n'a, à aucun moment, submergé l'ensemble de notre territoire ; pas plus que les guerres de Religion (1562-1598) qui durèrent cependant plus d'un tiers de siècle. La distance, à elle seule, est obstacle, défense, protection, interdiction […] »

— Braudel, L'identité de la France, 2000, p. 105
Hormis ses derniers travaux, la consécration mondiale lui arrive en 1977 lors de l'ouverture du centre Fernand Braudel à l'université de Binghamton, de New York. Ce centre est dirigé par son vieux disciple Immanuel Wallerstein jusqu'en 2005. Il est également le correspondant de nombreuses académies étrangères, notamment celles de Budapest, Munich, Madrid, Belgrade ; il est nommé docteur honoris causa de plusieurs universités, notamment Oxford, Bruxelles, Madrid, Varsovie, Cambridge, Yale, Genève, Padoue, Leyde, Montréal, Cologne, Chicago. Ses écrits sont traduits dans le monde entier : La Méditerranée et le monde méditerranéen à l’époque de Philippe II est publié en anglais, espagnol, allemand, portugais, polonais, turc, Italien, suédois ; mais aussi en serbo-croate, en chinois, en hongrois, en coréen, en russe, en bulgare…
En février 1979, il fait partie des 34 signataires de la déclaration rédigée par Léon Poliakov et Pierre Vidal-Naquet pour démonter la rhétorique négationniste de Robert Faurisson.
Il est élu à l'Académie française, le 14 juin 1984, au fauteuil d'André Chamson. Maurice Druon est chargé de son discours d'introduction. Son épée d'académicien est réalisée par le sculpteur américain Joseph Erhardy.

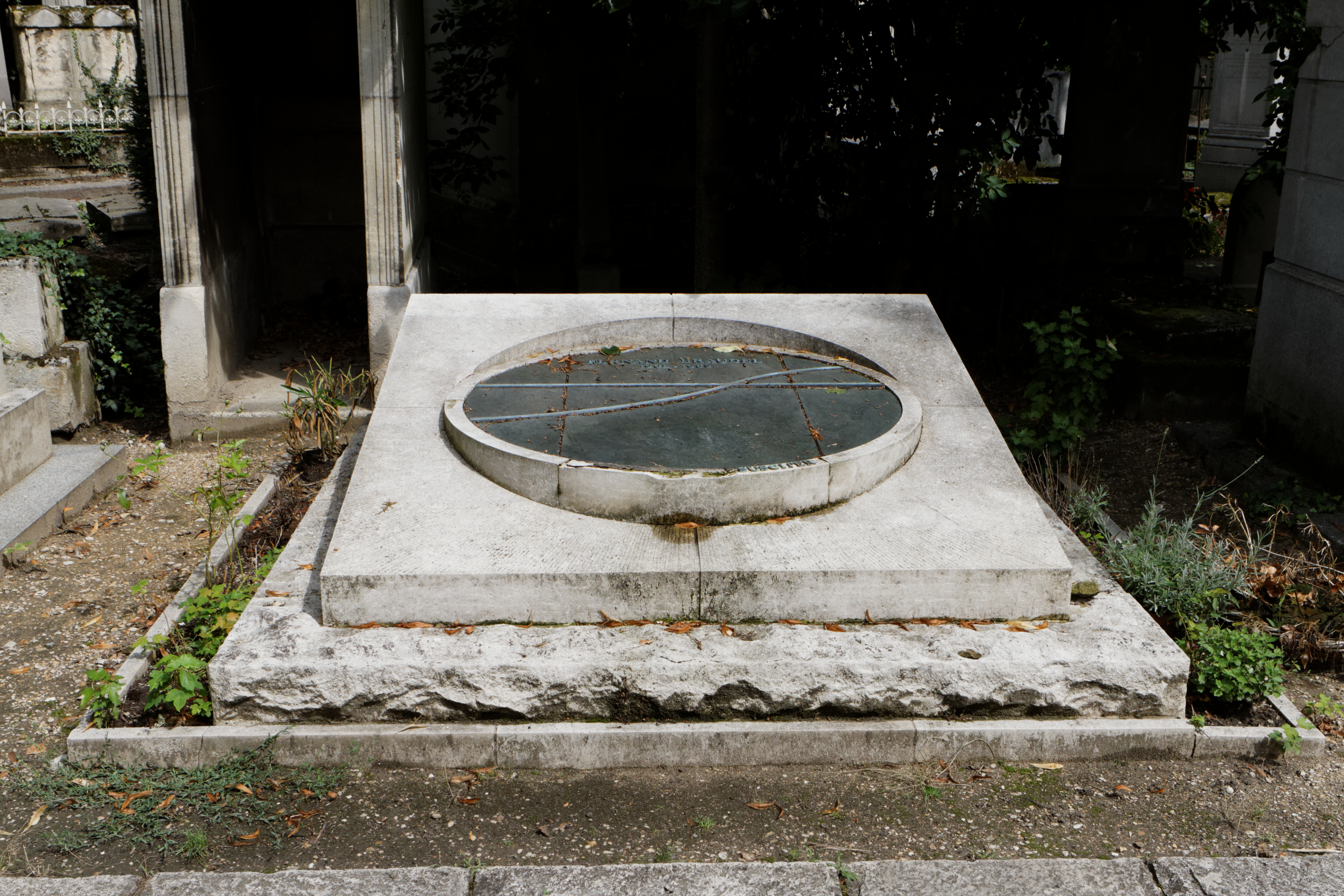
Tombe de Fernand Braudel au cimetière du Père-Lachaise (division 32).

Ses deux dernières interventions publiques sont d'une part un colloque organisé en son honneur à Châteauvallon en octobre 1985, intitulé Une leçon d'Histoire de Fernand Braudel. C'est lors de ce colloque, tenu quelques semaines avant sa mort, qu'il réaffirme d'une part, que l'Histoire doit unifier les sciences humaines, et qu'il prend publiquement des positions politiques, ce qu'il n'avait jamais vraiment fait durant toute sa vie d'historien[réf. nécessaire].
L'autre dernière intervention, en octobre 1985, peut être perçue comme un cycle enfin bouclé ; il s'agit d'un cours donné à de jeunes élèves d'un collège de Châteauvallon portant sur le siège de la ville en 1707. Un enregistrement filmé conserve ce dernier cours du professeur Fernand Braudel.
Il meurt le 27 novembre 1985, à l’âge de 83 ans, à Cluses en Haute-Savoie et est inhumé au cimetière du Père-Lachaise (32e division). Paule Braudel meurt le 2 janvier 2017.

## Œuvres

### La Méditerranée et le monde méditerranéen à l'époque de Philippe II
Mobilisé dès 1938, il est capturé en 1940 et fait prisonnier de guerre en Allemagne jusqu'en 1945. Il dispense des cours d'histoire à ses camarades détenus et il commence la rédaction de sa thèse principale. Les fiches et les notes qu'il a accumulées par milliers dans les années 1930 sont mises en sécurité par son épouse Paule Braudel et c'est donc en se fiant à sa seule mémoire qu'il met par écrit tout son savoir sur La Méditerranée et le Monde méditerranéen à l'époque de Philippe II. Il put correspondre, du temps de sa rétention, avec sa femme, qui lui transmit des informations concernant ses notes. De même que, entre sa libération et la publication de l'ouvrage, Fernand Braudel eut l'occasion de revoir et de réviser son manuscrit.
Sa thèse, soutenue en 1947 et publiée en 1949, porte sur le monde méditerranéen à l'époque de Philippe II ; elle lui donne le titre de docteur ès lettres. Elle a un retentissement considérable parmi les historiens, jusque chez les non-spécialistes.
L'apport fondamental de son œuvre réside dans :
- l'inversion volontaire de l'objet étudié (la Méditerranée au détriment de Philippe II) par rapport aux canons de l'histoire politique dominante alors ;
- la mise en œuvre d'une nouvelle approche de la temporalité historique.

Il divise ce temps en trois parties :
- l'histoire presque immobile, « le temps géographique » dont les fluctuations sont quasi imperceptibles, qui a trait aux rapports de l'homme et du milieu (influence du géographe Vidal de la Blache) ;
- l'histoire lentement agitée, « le temps social », une histoire sociale, ayant trait aux groupes humains ;
- l'histoire évènementielle, « le temps individuel », celle de l'agitation de surface.

La thèse est rééditée à de nombreuses reprises, y compris en livre de poche.

### Civilisation matérielle, économie et capitalisme,XVeetXVIIIesiècles
L'année 1979 marque le deuxième pic dans la carrière éditoriale de Fernand Braudel. Dans cet ouvrage, Braudel défend notamment l'idée que le capitalisme n'est pas une idéologie, mais un système économique élaboré progressivement par le jeu de stratégies de pouvoirs. Ce livre eut un très grand retentissement international et notamment lors de sa traduction aux États-Unis.

### Grammaire des civilisations
Dans cette œuvre parue sous ce titre en 1987 (le texte original datant de 1963), Braudel décrit de manière précise les mentalités, les identités et les particularités spécifiques de chaque civilisation dans le monde (civilisation arabo-islamique, chinoise, mongole, indienne, africaine, européenne…). Cet ouvrage a inspiré Samuel Huntington pour son œuvre phare, Le Choc des civilisations.

### La revue desAnnales
Prenant la suite des cofondateurs de la revue, Marc Bloch et Lucien Febvre, il dirige de 1956 à 1968 la Revue des Annales qui publie alors les articles de Roland Barthes, Emmanuel Le Roy Ladurie ou Georges Duby.

## Postérité
Si les historiens d'aujourd'hui sont tournés vers d'autres problématiques que l'histoire économique et sociale de la longue durée, ils s'associent aux géographes, sociologues et économistes pour reconnaître Fernand Braudel comme l'un des plus grands intellectuels du XXe siècle. Son enseignement suscite d'ailleurs toujours des travaux sur la mondialisation ou le capitalisme.
On peut toutefois remarquer que des pans entiers de l'histoire traditionnelle n'ont pas été touchés par les travaux de Fernand Braudel. C'est le cas, en particulier, pour l'Antiquité. Faut-il y voir, tout d'abord, une rencontre intellectuelle manquée entre Mikhail Rostovtzeff et Max Weber, au début du XXe siècle, qui aurait pesé lourd, historiographiquement parlant ? Cela a pu induire une certaine distance des chercheurs de l'Antiquité avec l'économie ; ils ne se sont pas portés « traditionnellement » sur ce genre de problématiques. Dans tous les cas, le prisme braudélien ouvre des perspectives de recherche encore inédites aujourd'hui sur l'étude de l'Antiquité. L'heure n'en est encore qu'à la prise de conscience.
De là, un lien vers la science qui, par excellence, est issue en partie des considérations braudéliennes : l'archéologie. Très loin de la vision passée de la recherche de l'objet, l'archéologie de terrain, aujourd'hui, étudie les vestiges matériels laissés par l'homme dans un espace donné. Elle s'attache à observer la totalité des vestiges, quelle que soit la période ; leurs successions dans le temps ; leurs persistances. Ainsi, malgré les lacunes parfois importantes (dues aux érosions, aux décaissements ayant altéré le « gisement », le « site »), la définition braudélienne de l'archéologie pourrait être : l'étude et la reconstitution des rythmes et des temporalités, et leurs interactions, à partir des vestiges matériels observés, dans un cadre géographique donné (comme une fenêtre de fouille, par exemple).

## Distinctions

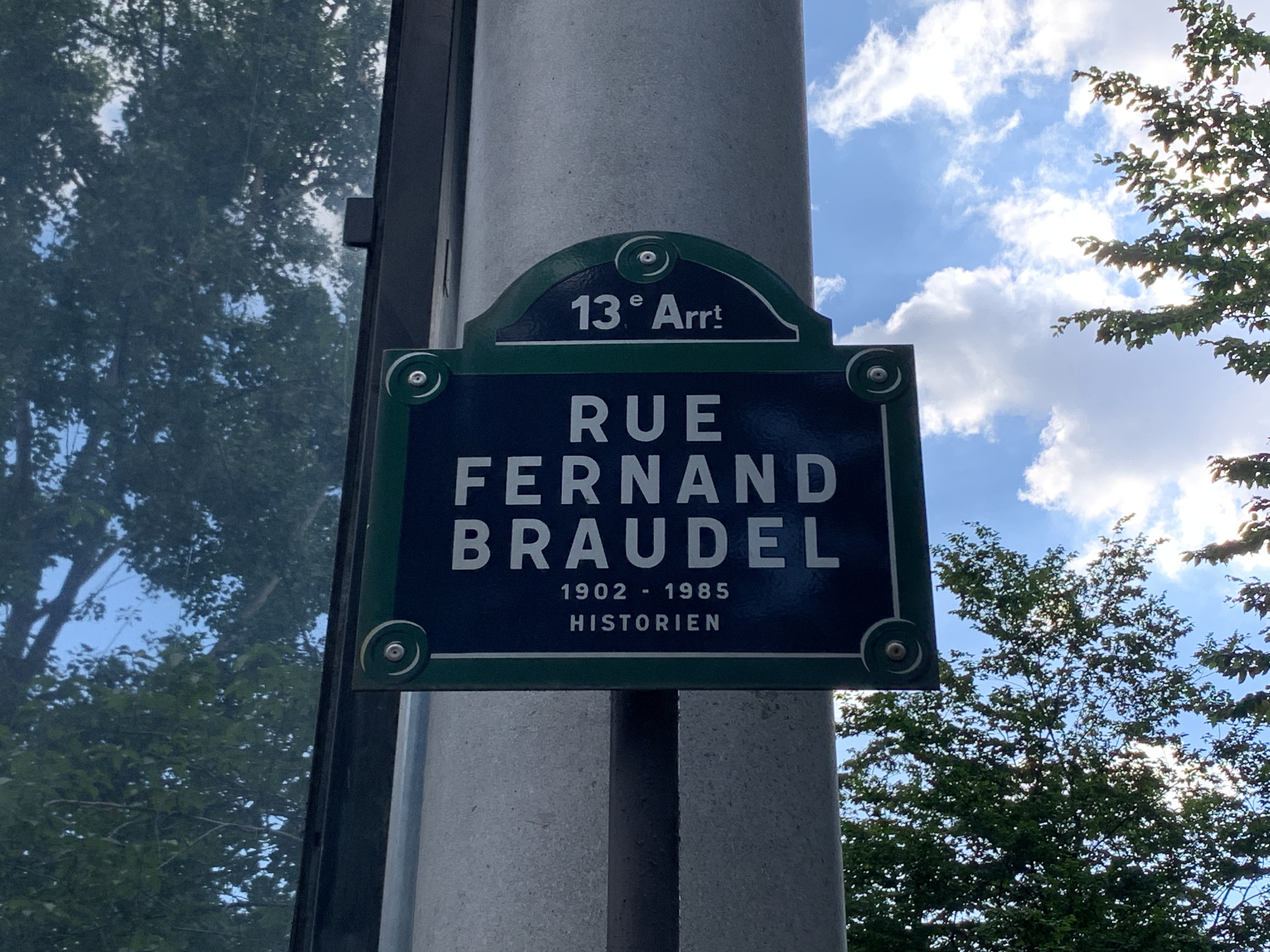
Plaque de la rue Fernand-Braudel dans le 13e arrondissement de Paris.

### Reconnaissance
Un centre de recherche à la Binghamton University, aux États-Unis, et un institut à São Paulo, au Brésil, portent son nom.
Un sondage organisé en 2011 par le magazine britannique History Today place Braudel parmi les 5 historiens les plus importants des 60 dernières années.

### Reconnaissances académiques
- Membre de l'Académie française.
- Membre de l'Académie bavaroise des sciences.
- Membre de l'Académie des sciences de Heidelberg.
- Membre de l'Académie hongroise des sciences.
- Membre de l'Académie serbe des sciences et des arts.
- Membre de l'Académie américaine des arts et des sciences.

### Docteurhonoris causa
Docteur honoris causa des universités suivantes :
- Université d'Oxford
- Université libre de Bruxelles
- Université complutense de Madrid
- Université de Varsovie
- Université de Cambridge
- Université Yale
- Université de Genève
- Université de Padoue
- Université de Leyde
- Université de Montréal
- Université de Cologne
- Université de Chicago

### Décoration
- Commandeur de la Légion d'honneur
- Commandeur de l'ordre des Palmes académiques

## Publications
- Les Trois Premières Années de la Révolution à Bar-le-Duc (D.E.S., 1922), publié en feuilleton dans Le Réveil de la Meuse, 1922-1923
- « Les Espagnols et l’Afrique du Nord de 1492 à 1577 », in Revue africaine, 1928, p. 184-233 et p. 351-462 Acceptée en 1947 comme thèse secondaire.
- « Les Espagnols en Algérie 1492-1792 », chapitre IX de Histoire et historiens de l’Algérie, Paris, 1931, p. 231-265
- La Méditerranée et le Monde méditerranéen à l'époque de Philippe II, Paris, Armand Colin, 1949 ; deuxième édition révisée, 1966
- Navires et marchandises à l’entrée du port de Livourne (1547-1611), en collaboration avec Ruggiero Romano, Armand Colin, 1951, 127 p.
- « La longue durée », in Annales, 1958, p. 725-753
- « Histoire et sociologie », in Traité de sociologie, publié sous la direction de Georges Gurvitch, PUF, 1958
- « Le déclin de Venise au XVIIe siècle », en collaboration avec Pierre Jeannin, Jean Meuvret et Ruggiero Romano, in (it) Aspetti e cause della decadenza economica veneziana nel secolo XVII. Atti del convegno : 27 giugno-2 luglio 1957, Venise-Rome, 1961, p. 23-86
- (en) « European Expansion and Capitalism : 1450-1650 », in Chapters in Western Civilization, New York, 1961, p. 245-288
- Le Monde actuel - Histoire et civilisation, en collaboration avec Suzanne Baille et Robert Philippe, Belin, 1963. Réédité en 1987 sous le titre Grammaire des civilisations
- (it) Carlo V, in I protagonisti della Storia universale, Milan, 1965, p. 113-140
- Civilisation matérielle, économie et capitalisme (XVe et XVIIIe siècles), tome 1, Paris, Armand Colin, 1967
- Écrits sur l’histoire, Paris, Flammarion, collection Science, 1969, 315 p.  (ISBN 2080810235)
- (it) Conclusion du tome II de la Storia d’Italia, Milan, Einaudi, 1974 Publié en français en 1989 sous le titre Le Modèle italien.
- (dir.) La Storia e le altre scienze sociale, Bari, Laterza, 1974, 386 p.
- (dir.) Histoire économique et sociale de la France, Paris, PUF, 1970-1982 (dir. avec Ernest Labrousse)
  - De 1450 à 1660 (1977, deux volumes)
  - Des derniers temps de l'âge seigneurial aux préludes de l'âge industriel, 1660–1789 (1970, un volume)
  - L'Avènement de l'ère industrielle, 1789 aux années 1880 (1976, deux volumes)
  - L'Ère industrielle et la société d'aujourd'hui, siècle 1880–1980 (1979–1982, trois volumes)
- (dir.) La Méditerranée
  - L’Espace et l'Histoire, Paris, Arts et métiers graphiques, 1977 ; rééd. en poche, Champs, Flammarion, 1985
  - Les Hommes et l’Héritage, Paris, Arts et métiers graphiques, 1978 ; rééd. en poche, Champs, Flammarion, 1986
- Civilisation matérielle, économie et capitalisme, XVe et XVIIIe siècles, Paris, Armand Colin, 1979
  - 1. Les Structures du quotidien
  - 2. Les Jeux de l'échange
  - 3. Le Temps du monde
- L’Europe, Paris, Arts et métiers graphiques, 1982
- Oltremare. Codice casanatense, Franco Maria Ricci, 1984
- Venise, photographies de Folco Quilici, Paris, Arthaud, 1984
- (dir.) Le monde de Jacques Cartier, Paris, Berger-Levrault, 1984, 317 p.
- La dynamique du capitalisme, Paris, Arthaud, 1985  (ISBN 2080811924)
- L’identité de la France, vol. 1 : Espace et histoire, Paris, Arthaud-Flammarion, 1986 (1re éd. 1986), 367 p. (ISBN 9782700304114, OCLC 769265494),
- L’identité de la France, vol. 2 : Les hommes et les choses, première partie, le nombre et les fluctuations longues, Paris, Arthaud-Flammarion, 1986 (1re éd. 1986), 221 p. (ISBN 9782700304121, OCLC 477028365),
- L'identité de la France, vol. 3 : Les hommes et les choses, seconde partie, une "économie paysanne" jusqu'au XXe siècle, Paris, Arthaud-Flammarion, 1986 (1re éd. 1986), 477 p. (ISBN 9782700305951, OCLC 926771168),
- Discours de réception à l’Académie française, Paris, Arthaud, 1986
- Une leçon d’histoire, colloque de Châteauvallon, 1985, Paris, Arthaud, 1986
- Grammaire des civilisations, Paris, Arthaud, 1987 (cf. 1963)
- Le Modèle italien, Paris, Arthaud, 1989 (cf. 1974)
- Écrits sur l’histoire, tome II, Paris, Arthaud, 1990  (ISBN 2080813048) (tome I : 1969)
- La Méditerranée et le monde méditerranéen à l'époque de Philippe II (édition revue et augmentée) :
  - Tome 1 : La Part du milieu, Le Livre de Poche, coll. « Références (9e édition) », 1993 (janvier), 533 p. (ISBN 978-2-253-06168-7)
  - Tome 2 : Destins collectifs et mouvements d'ensemble, Le Livre de Poche, coll. « Références (9e édition) », 1993 (janvier), 800 p. (ISBN 978-2-253-06169-4)
  - Tome 3 : Les événements, la politique et les hommes, Le Livre de Poche, coll. « Références (9e édition) », 1993 (janvier), 662 p. (ISBN 978-2-253-06170-0)
- Les Écrits de Fernand Braudel
  - I : Autour de la Méditerranée, Paris, De Fallois, 1996
  - II : Les Ambitions de l’histoire, Paris, De Fallois, 1997
  - III : L’Histoire au quotidien, Paris, De Fallois, 2001
  - Écrits. Autour de la Méditerranée, Les Ambitions de l’histoire, L’Histoire au quotidien, Paris, Les Belles Lettres, 2025, 700 p.
- Les Mémoires de la Méditerranée, Paris, De Fallois, 1998 ; rééd. Les Belles Lettres, (dir.) Roselyne de Alaya et Paule Braudel, préf. Jean Guilaine, 400 p., 2022  (ISBN 978-2251453057)
- La genèse intellectuelle de l'oeuvre de Fernand Braudel : La Méditerranée et le monde méditerranéen à l'époque de Philippe II (1923-1947), Fides, coll. « Institut Recherches Néohelléni », 2002, 352 p. (ISBN 978-2-7621-2460-6)

### Documentaire
- Fernand Braudel, l'homme qui réinventa l'Histoire, documentaire de 53 minutes de Didier Deleskiewics (ERE prod., PICTA prod., CNRS prod.) ; diffusions : 5 et 13 septembre 2016 ; fiche de l'émission sur france3.fr